# Passó
Passó is een plaats (freguesia) in de Portugese gemeente Vila Verde en telt 237 inwoners (2001).